# Ballibylu, Sagar
Ballibylu là một làng thuộc tehsil Sagar, huyện Shimoga, bang Karnataka, Ấn Độ.